# Albert Benningk

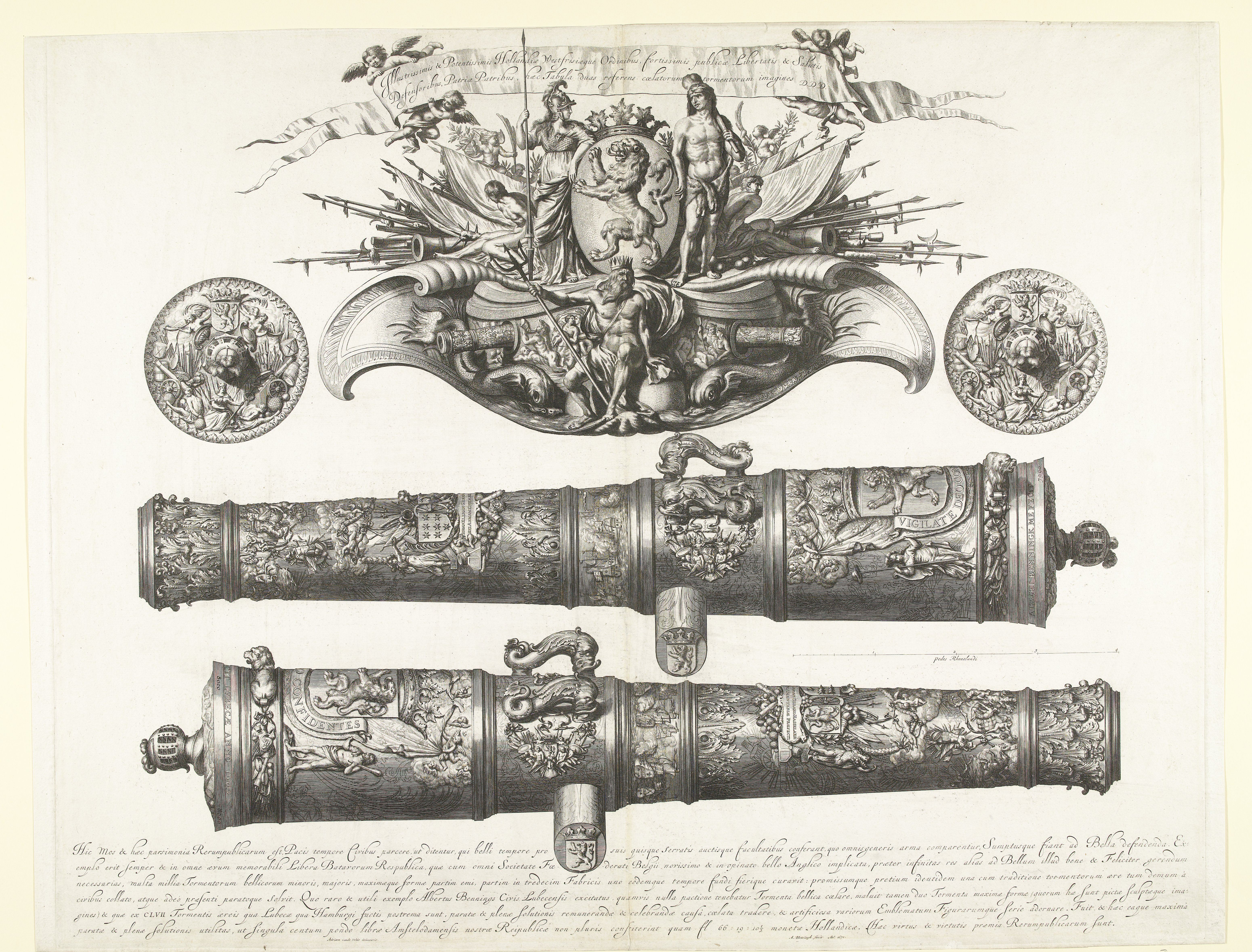
Benningks 48-Pfünder für die Generalstaaten (1669), Kupferstich von Abraham Blooteling nach einer Zeichnung von Adriaen van de Velde (1671)

Albert Benningk, auch Albrecht Benningk oder Albert Benninck, (* vor dem 12. August 1637 (getauft) in Hamburg; † kurz vor dem 21. Mai 1695 in Kopenhagen) war ein deutscher Geschütz- und Glockengießer. Von seiner Hauptwirkungsstätte in Lübeck aus exportierte er seine Produkte bis in die Niederlande, nach Dänemark, Brandenburg und Russland.

## Leben

Lübecker Gießhaus (Foto von vor 1886), Wirkungsstätte Benningks von 1665 bis 1686

Benningk stammte aus einer Familie von in Lübeck und Hamburg tätigen Gießern, deren Verwandtschaftsverhältnis zur Danziger Gießerfamilie gleichen Namens nicht ganz geklärt ist. Es wird vermutet, dass der von 1647 bis 1668 nachweisbare Hamburger Gießer Hermann Benningk (senior) sein Vater war, der wiederum von den nacheinander in Lübeck tätigen Matthias (Ratsgießer 1561; † 1608) und Reinhard (Reinhold) († 1617) Benningk abstammte. Sein jüngerer Bruder Hermann Benningk (junior, getauft am 15. Mai 1640; † im November 1679) wurde Nachfolger des Vaters als Hamburger Ratsgießer. Ab dem 3. Oktober 1665 ist Albert Benningk in der Nachfolge von Nikolaus Wiese als Ratsgießer in Lübeck bezeugt. 1686 verließ er Lübeck, ohne seine Gießerei hier ganz aufzugeben, und ging wahrscheinlich nach Kopenhagen. Im August 1692 erhielt er einen Vertrag zur Übernahme des Gießhauses in Kopenhagen vom dänischen König und war hier noch drei Jahre tätig. Sein Leichnam wurde 1695 nach Lübeck überführt und in der Petrikirche beigesetzt.
Er war zweimal verheiratet, zunächst ab 1671 bis zu ihrem Tode mit Sophie Helms und ab 1688 mit Elisabeth Balcke († 1739).

## Werk
Benningk gilt als „einer der vorzüglichsten Meister seines Fachs im 17. Jahrhundert.“ Seine Arbeiten zeichnen sich durch „scharfen Guß, vortreffliche Verhältnisse, eine stilvolle Dekoration und sorgfältige Ziselierung [aus]“ (Wendelin Boeheim). Seine Aufträge waren so zahlreich, dass er im Lübecker Gießhaus einen zweiten Gießofen einbauen ließ.

### Geschütze

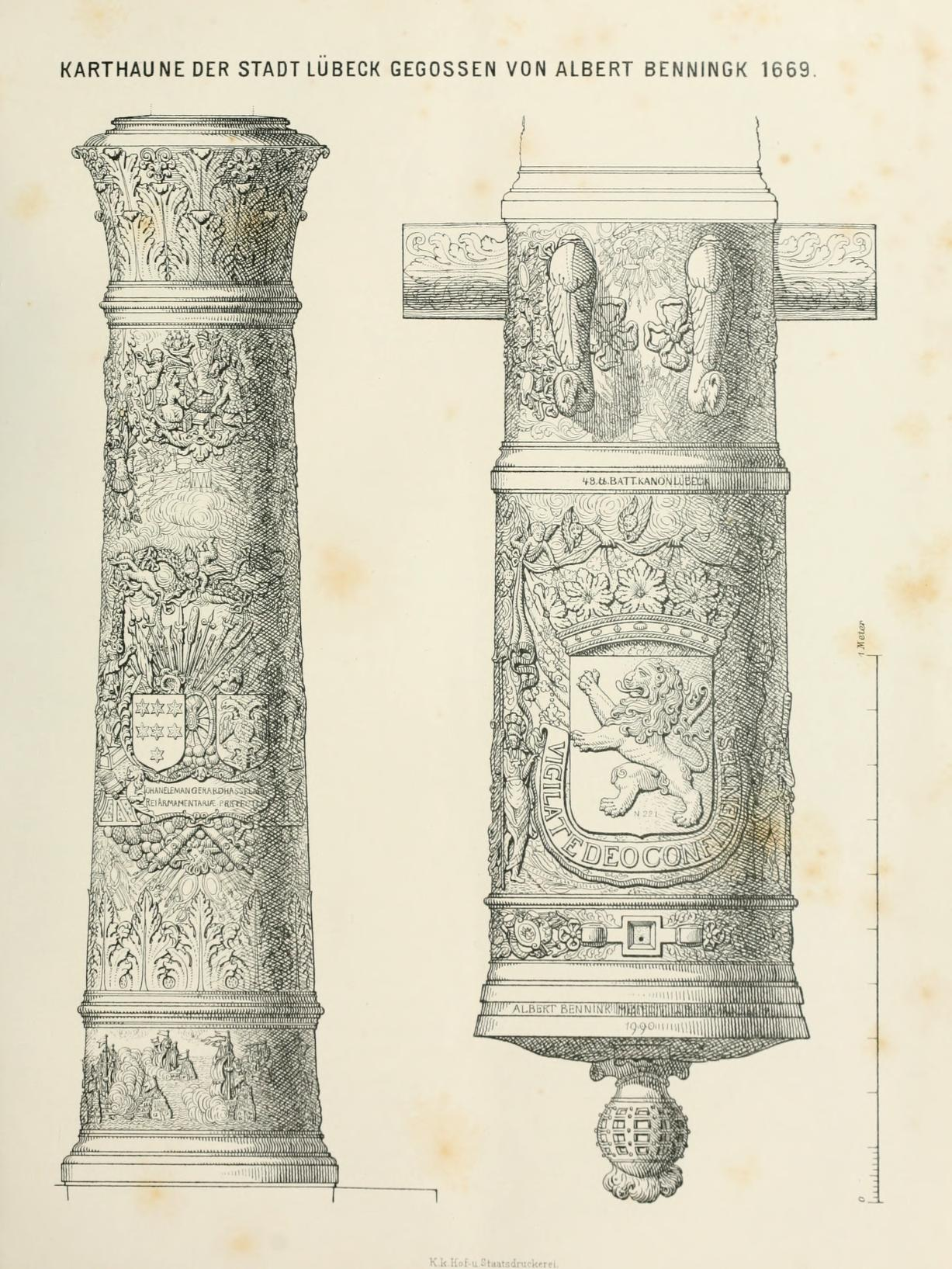
Prachtgeschütz von 1669 im Wiener Heeresmuseum, Zeichnung von 1884

Zeichnung eines 1691 gegossenen (nicht erhaltenen?) brandenburgischen Prachtgeschützes

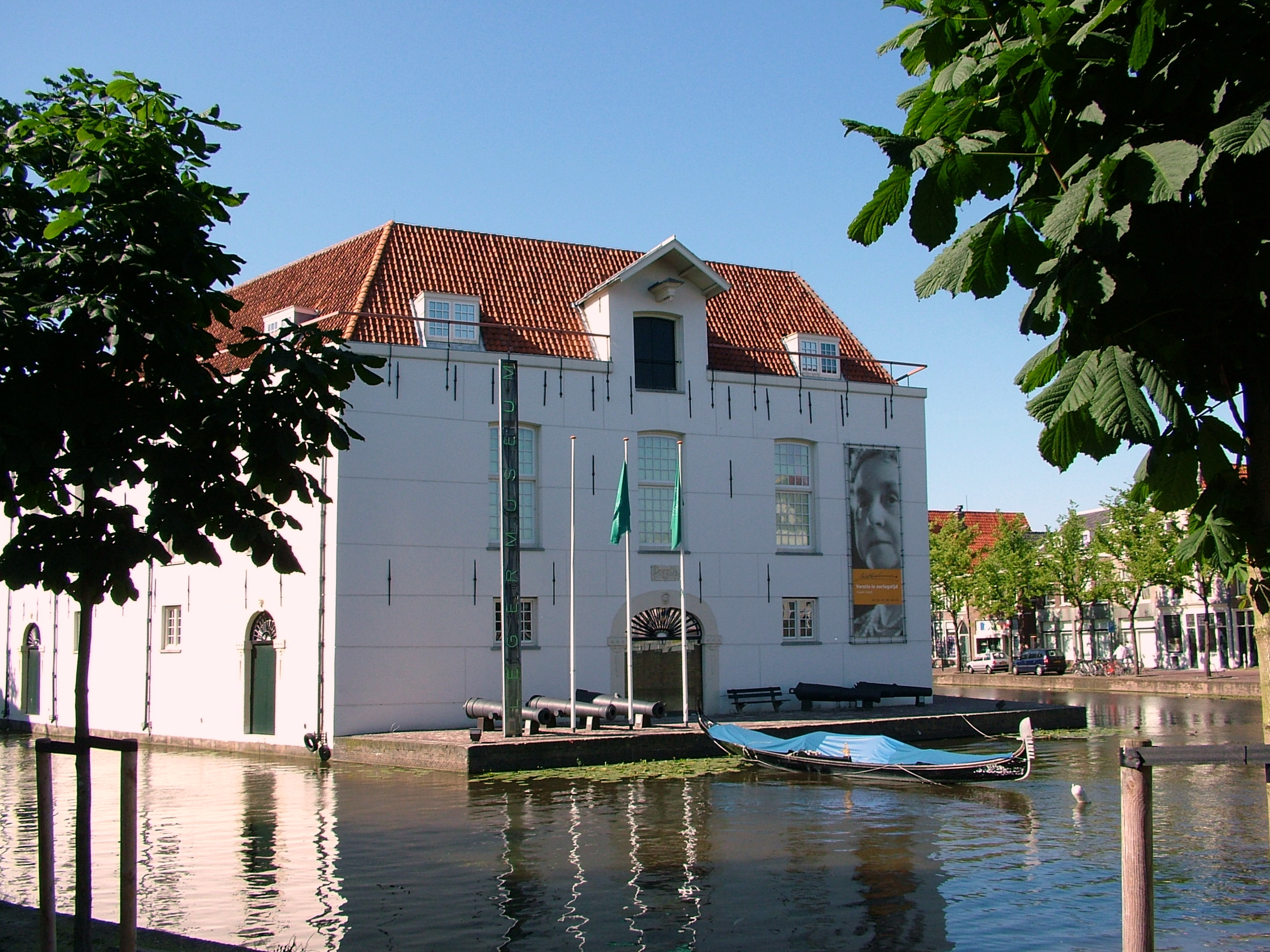
Zeughaus Delft, heute Koninklijk Nederlands Legermuseum (Armeemuseum)

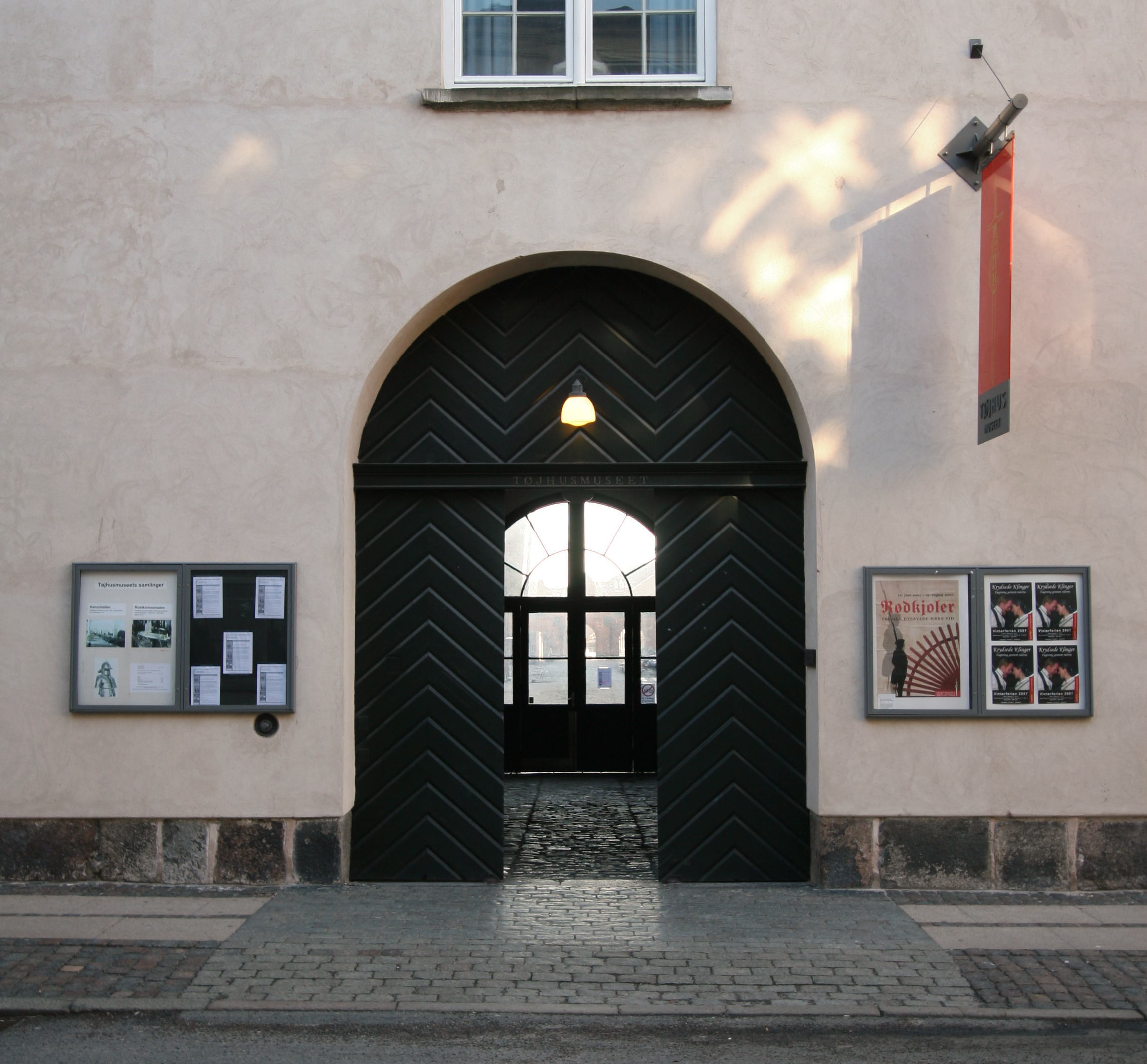
Tøjhusmuseet in Kopenhagen

Von besonderer Bedeutung in Benningks Werk war eine Bestellung von 157 Geschützen der niederländischen Generalstaaten, die er ab 1665 produzierte und lieferte. Als Dank für die pünktliche Bezahlung goss Benningk 1669 zwei besonders kunstvoll ausgestattete Kartaunen als Geschenk für seine Auftraggeber. Die Prunkgeschütze haben ein Kaliber von 18,8 cm und eine Länge von 3,41 Meter (18 Kaliber-Längen) und waren damit für Geschosse von 48 Nürnberger Pfunden (48-Pfünder) ausgelegt. Der Kopf ist nach Art eines korinthischen Kapitells mit Akanthusblättern geschmückt, das Vorderstück zeigt in reichem Relief, zwischen Trophäen und Genien, die Bilder von Merkur, Mars und Neptun, dann die Wappen und Namen der Vorsteher des Geschützwesens der Generalstaaten Johann Eleman und Gerard Hasselaer; am Mittelstück die Darstellung einer Seeschlacht, worin die vordersten Schiffe durch heraldische Zeichen als ein niederländisches, ein türkisches und ein französisches Schiff gekennzeichnet sind. Am Hinterstücke das niederländische Wappen mit dem Wahlspruch: “Vigilate deo confidentes” (deutsch: „Seid wachsam, auf Gott vertrauend“), am rückwärtigen Visierreif die Gießerinschrift; die Bodenfläche ist mit reichen Trophäen und mit dem Wappen der Niederlande geziert, die Traube bildet einen geschlossenen Visierhelm.
Dieses Geschützpaar wurde während der Koalitionskriege zunächst 1810 auf Befehl Napoleons I. aus dem Delfter Zeughaus als Kriegsbeute nach Paris gebracht und vor dem Invalidendom aufgestellt; nach dem Einzug der Verbündeten in Paris am 31. März 1814 kam eines in das Heeresmuseum, heute Heeresgeschichtliches Museum, in Wien, wo es noch heute gezeigt wird. Das andere kam nach Berlin in das Zeughaus, wo es als besondere Zierde des preußischen Zeughauses beschrieben wurde. Es galt nach 1945 als Kriegsverlust des Zweiten Weltkriegs und war als solcher in der Lost Art-Datenbank der Koordinierungsstelle für Kulturgutverluste verzeichnet. Es befindet sich jedoch heute als Beutekunst im russischen Artilleriemuseum in St. Petersburg.
1679 arbeitete er für Kurfürst Friedrich Wilhelm von Brandenburg und goss zwei bronzene Halbkartaunen (24-Pfünder), Pluto und Pallas-Athene. Von diesem Paar ist Pluto nicht erhalten. Pallas-Athene galt im 19. Jahrhundert als das älteste noch schussbereite Geschütz Brandenburg-Preußens und war damals in Danzig stationiert, bevor es in die Sammlung des Berliner Zeughauses kam. Heute wird es (wieder) im Innenhof des Berliner Zeughauses gezeigt. Das Geschützrohr ist geschmückt mit dem brandenburgischen Wappen und dem Brustbild des Großen Kurfürsten. Es ist 3,94 m lang bei einer Wandstärke von 12 cm und einem Gewicht von rund 3,216 t. Die mit besonderem Aufwand gestalteten Prunkgeschütze waren zu keiner Zeit zum Artillerieeinsatz im Felde bestimmt, sie dienten vielmehr ausschließlich repräsentativen Darstellungsbedürfnissen ihrer Auftraggeber, die diese Geschütze bei entsprechenden Anlässen zum Abschuss von Salutböllern nutzten.

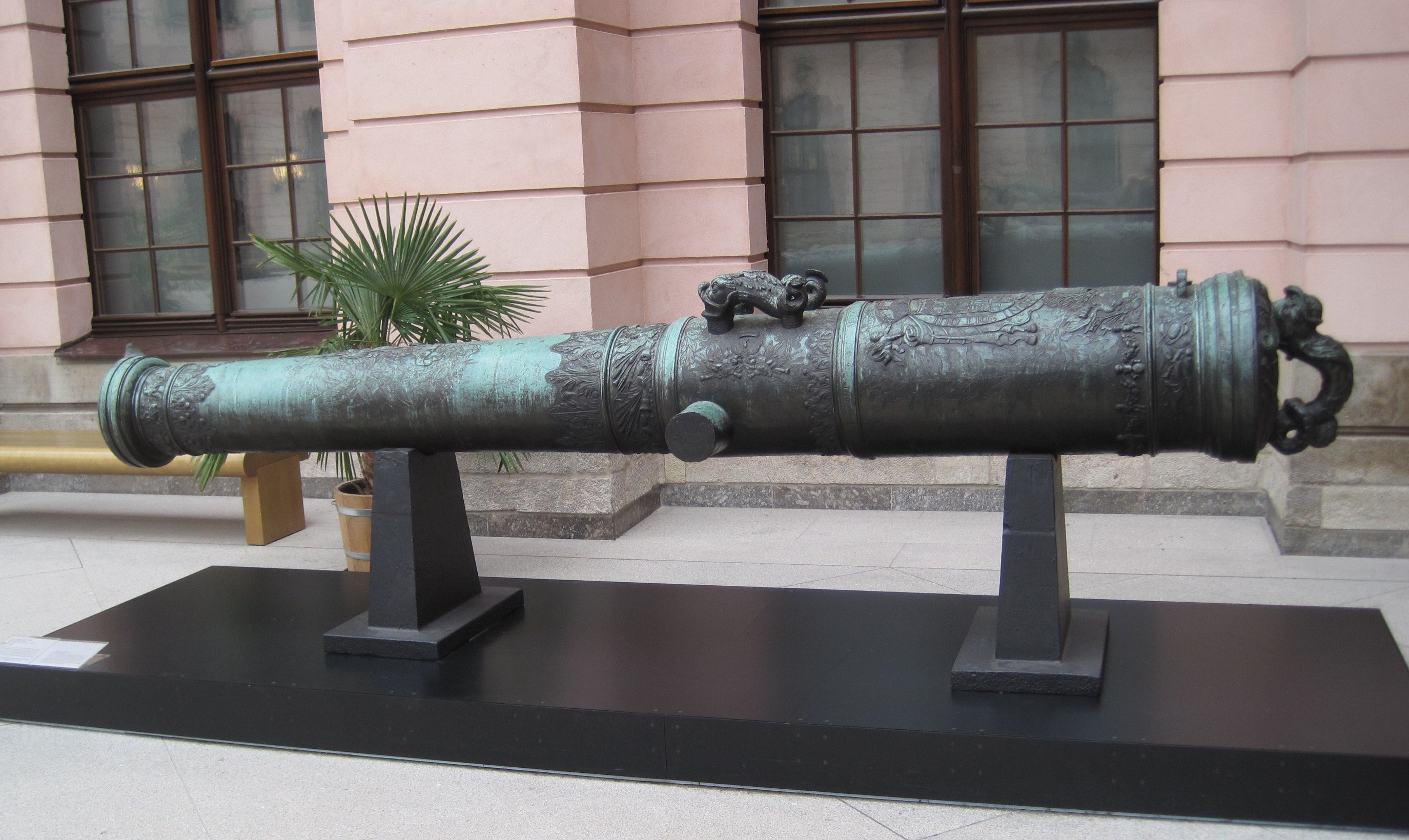
Pallas-Athene (1679)
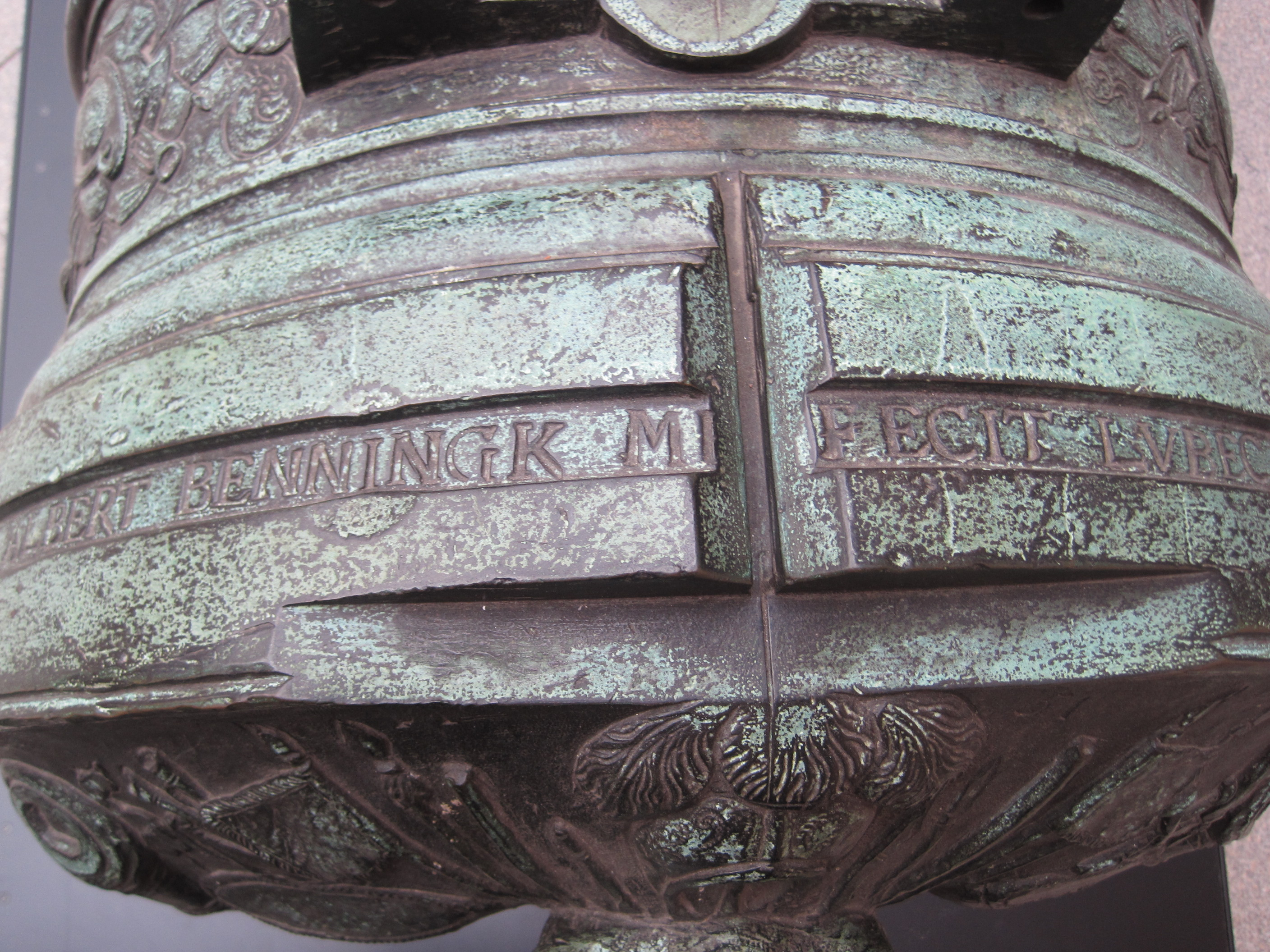
Detail Albert Benningk m[e] fecit Lvbeck
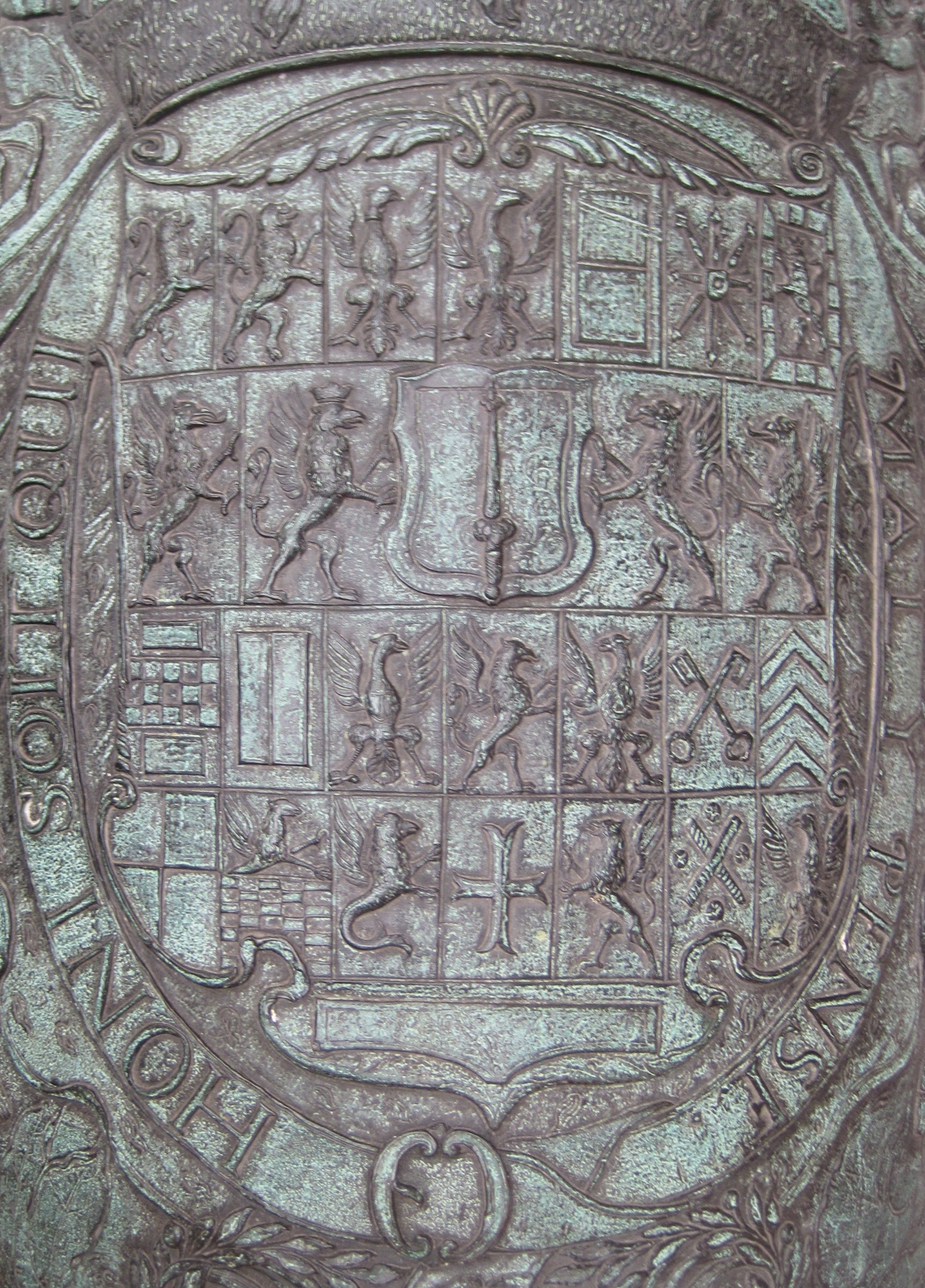
Detail Wappen des Kurfürstentums Brandenburg
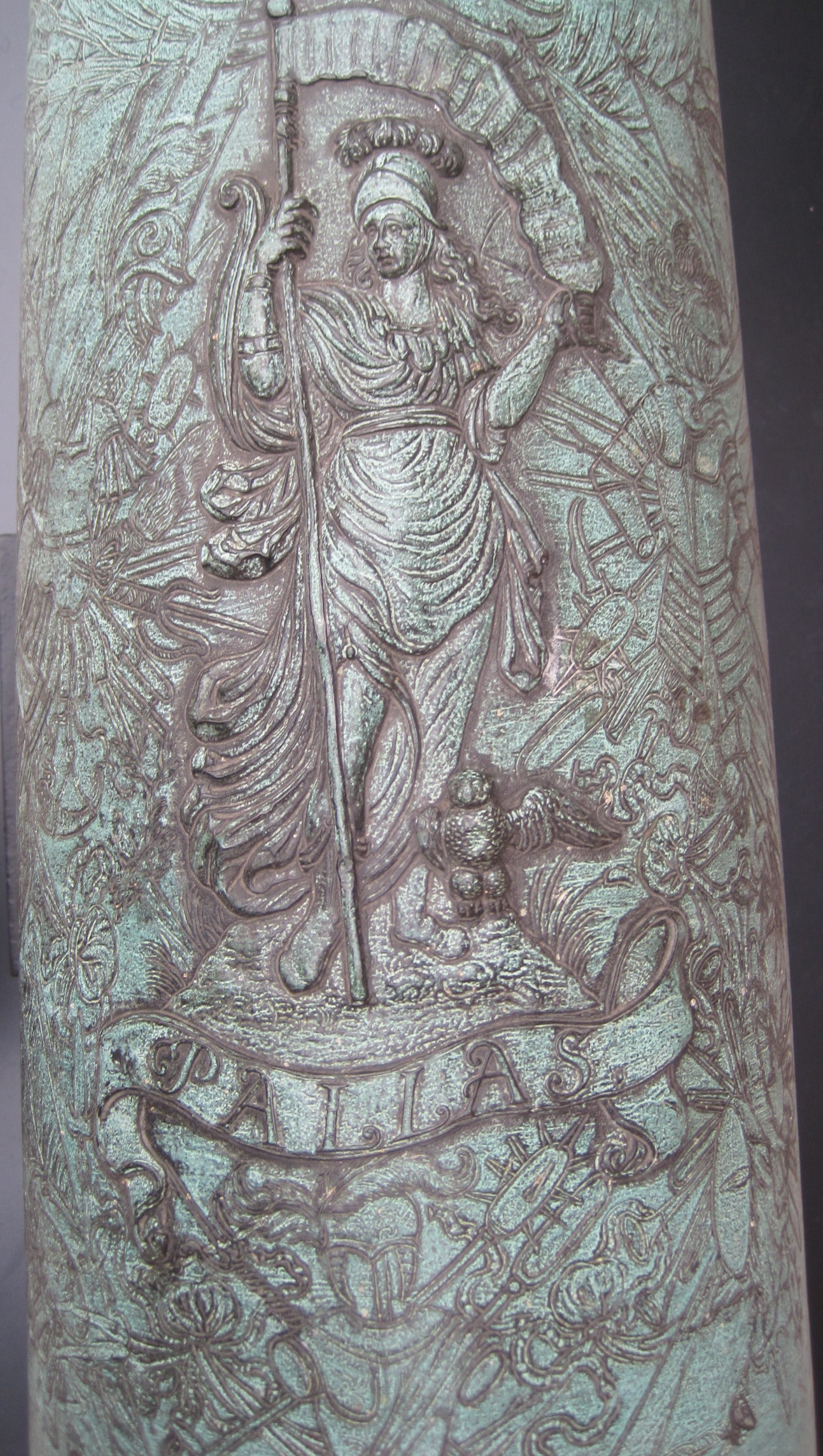
Detail Pallas-Athene

Noch 1691 lieferte er einen 200-pfündigen hängenden Mörser, der 103 Zentner wog, nach Brandenburg. Ebenso wie ein 1678 von Benningk gelieferter 300-Pfünder wurde er später eingeschmolzen.
1687 goss er für König Christian V. in Kopenhagen mehrere Zwölfpfünder, die Bestandteil der Königlichen Waffensammlung wurden, heute in der Artillerieausstellung im Arsenal Tøjhusmuseet.

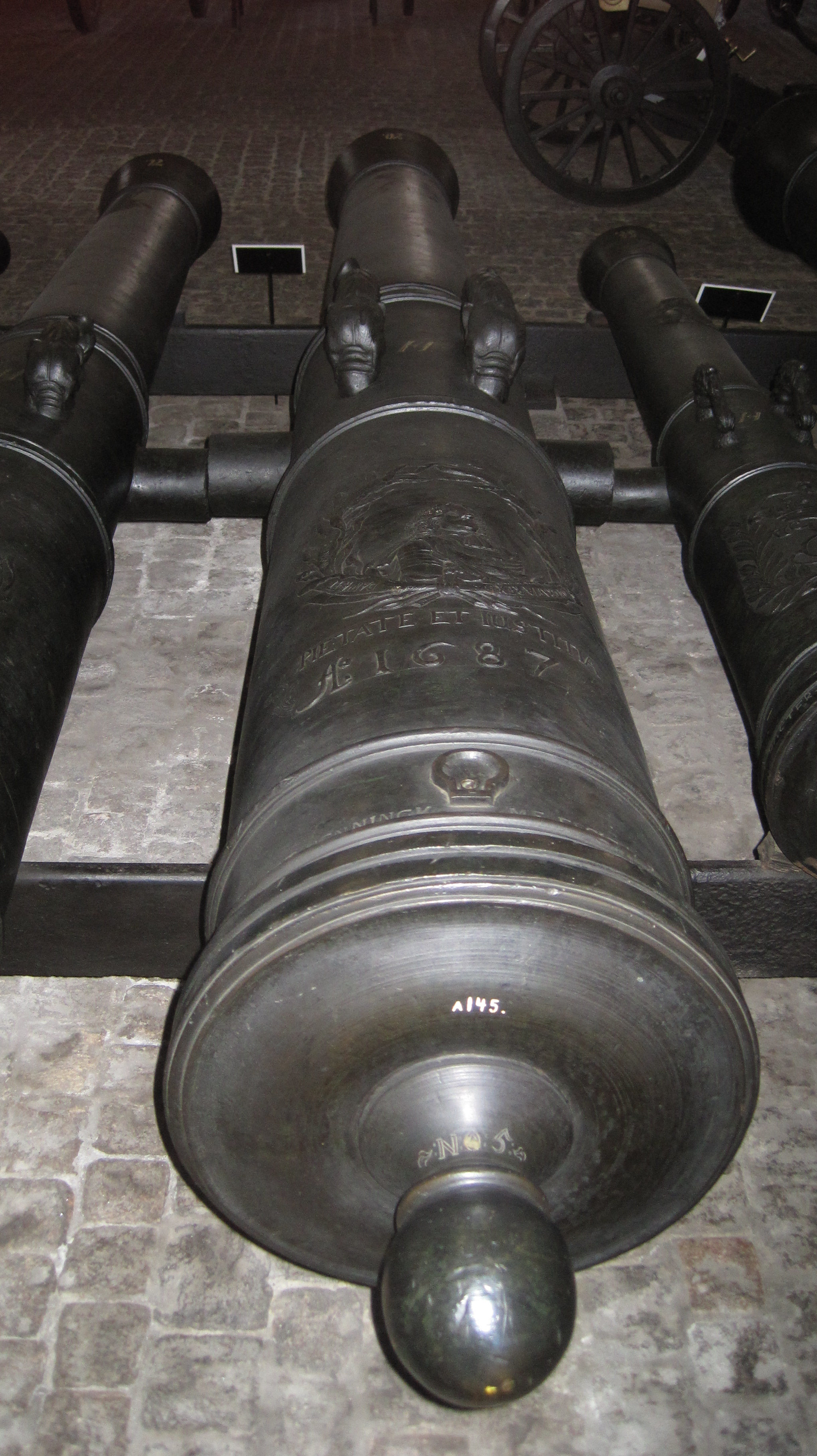
Kanone von 1687 im Tøjhusmuseet
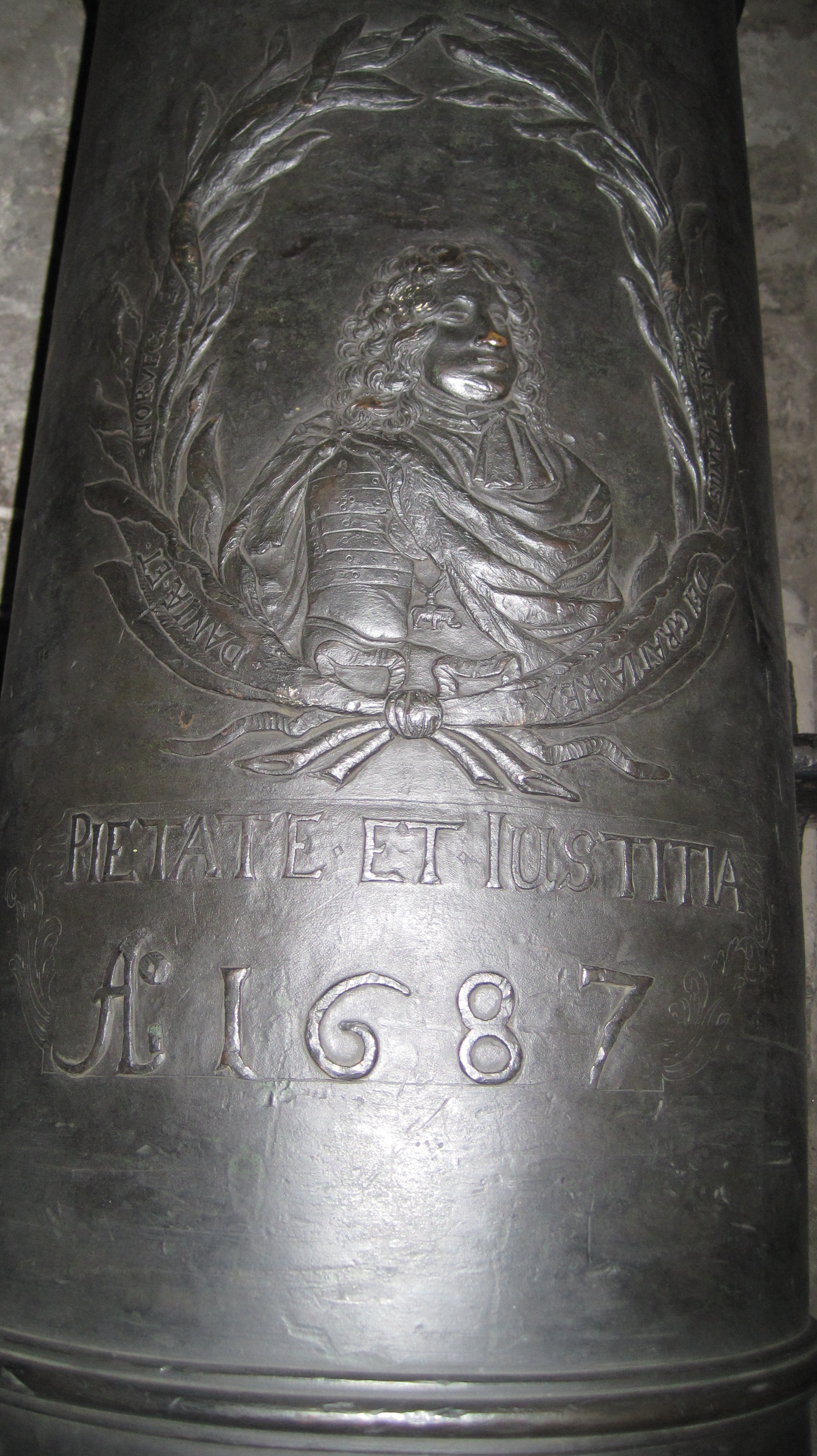
Detail mit Bildnis Christian V. Pietate et Justitia Ao 1687
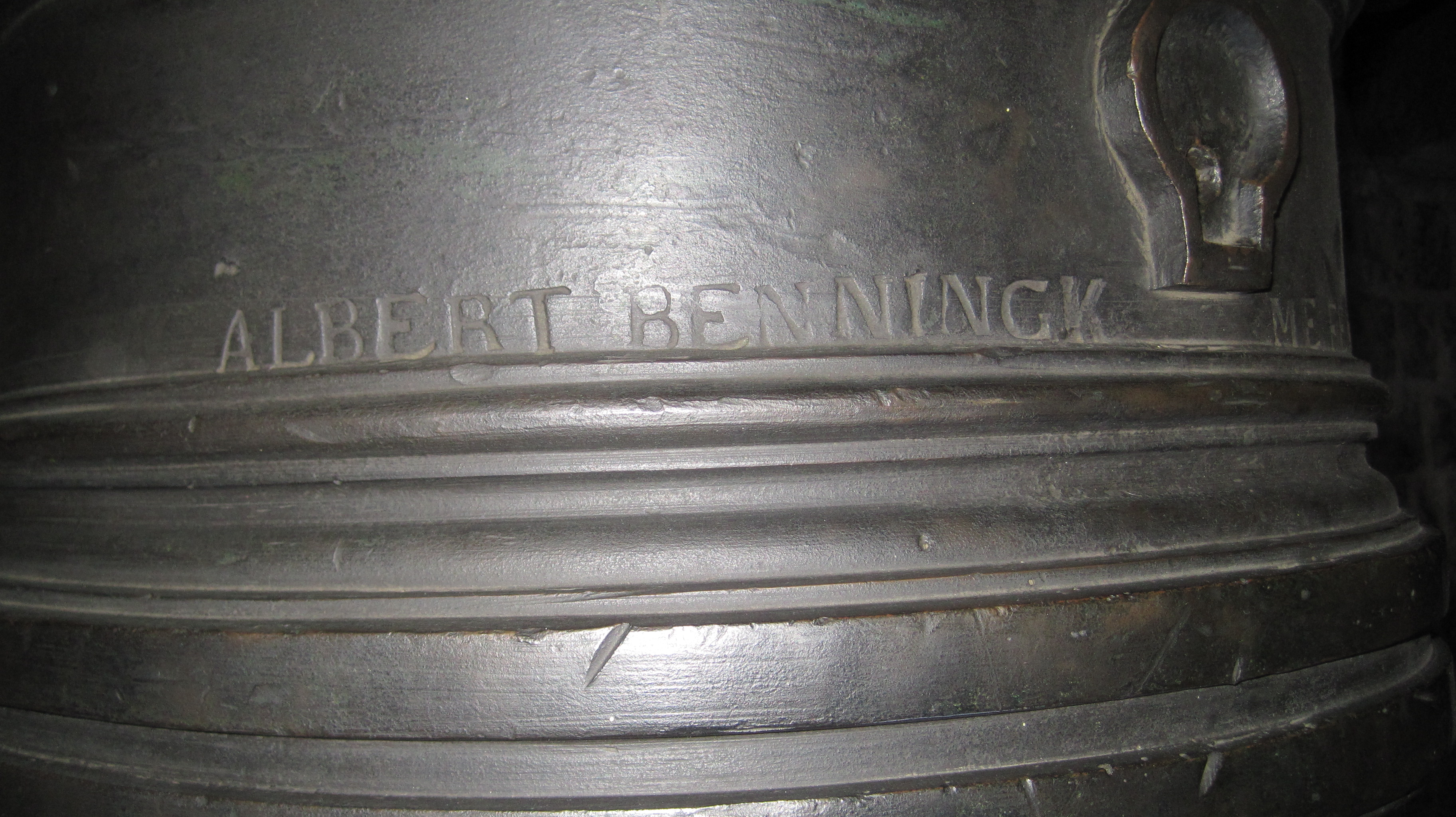
Detail Albert Benningk me fecit

### Glocken

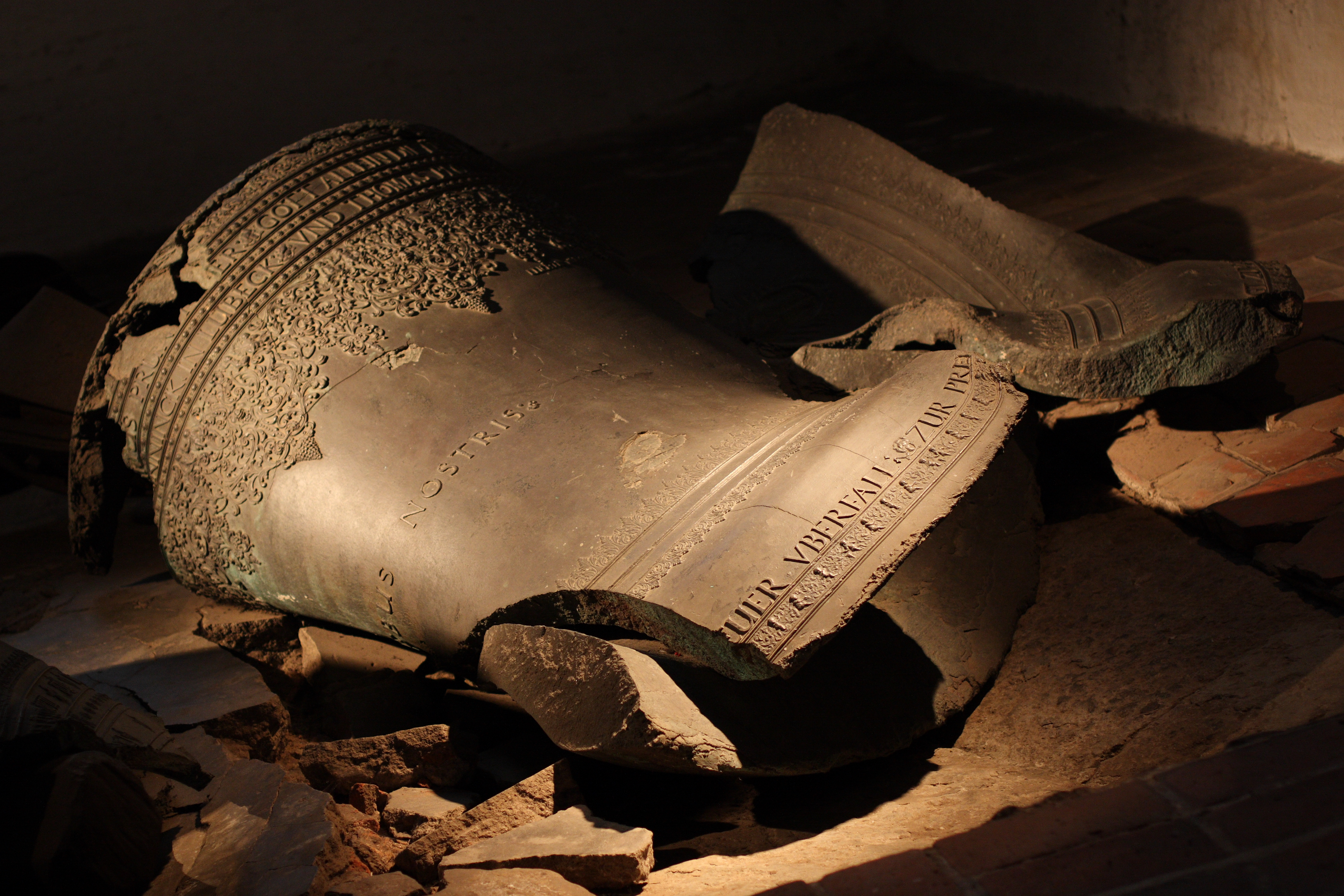
Die von Albert Benningk 1669 gegossene und 1942 zerstörte Pulsglocke von St. Marien

1669 muss als Benningks produktivstes und bestes Jahr gelten. Neben den Prunkgeschützen goss er seine größte und schönste Glocke, die Pulsglocke von St. Marien. Dies war schon die fünfte Pulsglocke in der Geschichte der Kirche. Ihre Vorgängerin von 1659 war schon nach wenigen Jahren unbrauchbar geworden. Benningk goss sie aus vorwiegend neuem Metall. Unterhalb eines aus stilisiertem stehenden Blattwerk gebildeten Kranzes fassten drei mit Rosetten besetzte Streifen die folgende doppelreihige Inschrift des Glockenhalses ein:
Der der Inschrift am nächsten gelegene Teil der Fläche ist mit spitzenartig durchbrochenem Rankenwerk überzogen, das nach unten hin zackenförmig abschließt; zwischen den Zacken stehen nach Südwesten zu die Worte LEICHTER VERACHT. ALS GEMACHT. Auf der Südseite trägt das Mittelfeld das 58 cm hohe flache Reliefbild der in einer Strahlenglorie auf dem Monde stehenden und von zwei Engeln gekrönten Muttergottes mit Kind und Szepter; auf der Nordseite stehen die Wappen der oben genannten vier Vorsteher zu je zwei nebeneinander angeordnet zwischen den Worten DA PACEM DOMINE – IN DIEBUS NOSTRIS (lat.: Gib Frieden Herr in unseren Tagen). Der Schlagring, den gegen das Mittelfeld hin ein von stilisiertem Blattwerk eingefaßter dreifacher Reifen abgrenzt, zeigt den Schriftstreifen:
Unterhalb dieser Inschrift befindet sich ein von zwei Reifen eingefasster Blattwerkstreifen mit kleinen musizierenden Putten. Die Glocke trägt die Jahreszahl 1668 – nach altem Osterstil gerechnet; danach fiel Ostern 1669 auf den 11. April; der Guss fand nach den Kirchenrechnungen am 2. April statt – nach der jetzigen Zeitrechnung 1669. Die Glocke läutete vom 1. Advent 1669 bis zur Nacht auf den Palmsonntag 1942 – 273 Jahre lang. In dieser Nacht brannte die Kirche beim großen Luftangriff auf Lübeck ab; es wird berichtet, dass die Glocken durch den starken Luftzug noch einmal läuteten, bis sie abstürzten und am Boden zerschellten. Die Reste der Pulsglocke wurden als Teil des Mahnmals an der Stelle ihres Aufpralls belassen.
Die Abendglocke in der Lübecker Ägidienkirche aus dem Jahr 1662 ersetzte ihre 1661 geborstene Vorgängerin. Eine detaillierte Beschreibung der Glocke mit Inschriften und Zierwerk geben die Bau- und Kunstdenkmäler der Freien und Hansestadt Lübeck im Dritten Band.
Auch die von Albert Benningk 1672 für die St. Menas (Mina)-Kirche in Staraja Russa gegossene Glocke machte noch im 20. Jahrhundert Geschichte. Sie wurde im Zweiten Weltkrieg ob des inschriftlichen Hinweises auf Lübeck als den Ort ihrer Entstehung 1942 von Soldaten der aus Lübeck stammenden 30. Infanterie-Division der deutschen Wehrmacht beschlagnahmt und nach Lübeck gesandt. Die Hansestadt gab die Beutekunst 2001 nach Staraja Russa zurück. Die Glocke war im Krieg in eine Ecke der Katharinenkirche gestellt worden und dann bis zur Anfrage nach ihrem Verbleib in Vergessenheit geraten. Genutzt wurde sie in Lübeck nicht.
| Jahr | Ort                                                   | Name                              | Gewicht in kg | Durchmesser in mm | Nominal | Bemerkung                                                                                       |
| ---- | ----------------------------------------------------- | --------------------------------- | ------------- | ----------------- | ------- | ----------------------------------------------------------------------------------------------- |
| 1669 | Marienkirche (Lübeck)                                 | Pulsglocke                        | 7134          | 2260              | f0      | Zerstört 1942                                                                                   |
| 1670 | Ratzeburger Dom (2 Glocken)                           |                                   |               |                   |         | 1893 beim Brand des Doms angeschmolzen und abgestürzt; eingeschmolzen für eine neue Glocke      |
| 1672 | St. Menas (Mina) (Staraja Russa)                      |                                   | 100           |                   |         | von 1942 bis 2001 als Beutekunst in Lübeck                                                      |
| 1673 | St. Lorenz (Travemünde)                               |                                   | 886           |                   | f1      | Im Zweiten Weltkrieg zum Hamburger Glockenfriedhof gebracht, am 12. Dezember 1947 zurückgeführt |
| 1681 | St. Georg auf dem Berge (Ratzeburg)                   | Sterbeglocke                      | 870           | 1140              | fis1    |                                                                                                 |
| 1681 | Dorfkirche Demern (Gemeinde Königsfeld (Mecklenburg)) | Kleine Glocke                     |               |                   |         | 1905 umgegossen                                                                                 |
| 1681 | Fleninge auf Gotland                                  |                                   |               |                   |         |                                                                                                 |
| 1682 | St. Aegidien (Lübeck)                                 | Abend- oder Kleine Sermonisglocke | 1864          | 1399              | dis1–8  |                                                                                                 |
| 1687 | Sophienkathedrale (Wologda)                           |                                   |               |                   |         |                                                                                                 |
| 1688 | Sarauer Kirche                                        |                                   |               |                   |         |                                                                                                 |
| 1693 | Kirche von Rudkøbing                                  |                                   |               |                   |         |                                                                                                 |

Eventuell sind ihm auch Glocken in der Dorfkirche Carlow (1681) und in der Dorfkirche Herrnburg (1690) zuzuweisen.